# Torfaen (circonscription du Parlement britannique)
Pour les articles homonymes, voir Torfaen (homonymie).
Circonscription parlementaire de la 

Chambre des communes
Torfaen est une circonscription électorale britannique située au pays de Galles.

## Members of Parliament
| Election | Election | Membres                 | Parti  | Portrait |
| -------- | -------- | ----------------------- | ------ | -------- |
|          | 1983     | Leo Abse                | Labour |          |
|          | 1987     | Baron Murphy de Torfaen | Labour |          |
|          | 2015     | Nick Thomas-Symonds     | Labour |          |

## Élections

### Élections dans les années 2010
| Élections générales de 2017: Torfaen |                    |                     |        |      |       |
| Parti                                | Parti              | Candidat            | Votes  | %    | ±     |
|                                      | Labour             | Nick Thomas-Symonds | 22,134 | 57.6 | +12.9 |
|                                      | Conservateur       | Graham Smith        | 11,894 | 31.0 | +7.9  |
|                                      | Plaid Cymru        | Jeff Rees           | 2,059  | 5.4  | −0.3  |
|                                      | UKIP               | Ian Williams        | 1,490  | 3.9  | −15.1 |
|                                      | Libéral Démocrates | Andrew Best         | 852    | 2.2  | −1.1  |
| Majorité                             | Majorité           | Majorité            | 10,240 | 26.6 | +5.1  |
| Participation                        | Participation      | Participation       | 38,494 | 62.2 | +0.9  |
|                                      | Labour hold        | Labour hold         | Swing  | +2.5 |       |

| Élections générales de 2015: Torfaen, |                    |                     |        |      |       |
| Parti                                 | Parti              | Candidat            | Votes  | %    | ±     |
|                                       | Labour             | Nick Thomas-Symonds | 16,938 | 44.6 | −0.2  |
|                                       | Conservateur       | Graham Smith        | 8,769  | 23.1 | +3.1  |
|                                       | UKIP               | Ken Beswick         | 7,203  | 19.0 | +16.7 |
|                                       | Plaid Cymru        | Boydd Hackley-Green | 2,169  | 5.7  | +0.4  |
|                                       | Libéral Démocrates | Alison Willott      | 1,271  | 3.4  | −13.2 |
|                                       | Green              | Matt Cooke          | 746    | 2.0  | +0.8  |
|                                       | Socialist Labour   | John Cox            | 697    | 1.8  | N/A   |
|                                       | Communiste         | Mark Griffiths      | 144    | 0.4  | N/A   |
| Majorité                              | Majorité           | Majorité            | 8,169  | 21.5 | −3.2  |
| Participation                         | Participation      | Participation       | 37,937 | 61.3 | −0.2  |
|                                       | Labour hold        | Labour hold         | Swing  | −1.6 |       |

| Élections générales de 2010: Torfaen, |                    |                       |        |      |       |
| Parti                                 | Parti              | Candidat              | Votes  | %    | ±     |
|                                       | Labour             | Paul Murphy           | 16,847 | 44.8 | −12.1 |
|                                       | Conservateur       | Jonathan H. Burns     | 7,541  | 20.0 | +4.2  |
|                                       | Libéral Démocrates | David P. Morgan       | 6,264  | 16.6 | +0.9  |
|                                       | Plaid Cymru        | Rhys G. ab Elis       | 2,005  | 5.3  | −0.9  |
|                                       | BNP                | Jennifer Noble        | 1,657  | 4.4  | N/A   |
|                                       | Indépendant        | Fred Wildgust         | 1,419  | 3.8  | +3.8  |
|                                       | UKIP               | Gareth Dunn           | 862    | 2.3  | −0.9  |
|                                       | Indépendant        | Richard Turner-Thomas | 607    | 1.6  | −0.5  |
|                                       | Green              | Owen Clarke           | 438    | 1.2  | +1.2  |
| Majorité                              | Majorité           | Majorité              | 9,306  | 24.7 |       |
| Participation                         | Participation      | Participation         | 37,640 | 61.5 | +2.2  |
|                                       | Labour hold        | Labour hold           | Swing  | −8.2 |       |

### Élections dans les années 2000
| Élections générales de 2005: Torfaen |                    |                       |        |      |      |
| Parti                                | Parti              | Candidat              | Votes  | %    | ±    |
|                                      | Labour             | Paul Murphy           | 20,472 | 56.9 | −5.2 |
|                                      | Conservateur       | Nick Ramsay           | 5,681  | 15.8 | −0.1 |
|                                      | Libéral Démocrates | Veronica Watkins      | 5,678  | 15.8 | +4.6 |
|                                      | Plaid Cymru        | Aneurin Preece        | 2,242  | 6.2  | −1.5 |
|                                      | UKIP               | David Rowlands        | 1,145  | 3.2  | +1.3 |
|                                      | Indépendant        | Richard Turner-Thomas | 761    | 2.1  | +2.1 |
| Majorité                             | Majorité           | Majorité              | 14,791 | 41.1 | N/A  |
| Participation                        | Participation      | Participation         | 35,979 | 59.3 | +1.6 |
|                                      | Labour hold        | Labour hold           | Swing  | −2.5 |      |

| Élections générales de 2001: Torfaen |                    |               |        |      |       |
| Parti                                | Parti              | Candidat      | Votes  | %    | ±     |
|                                      | Labour             | Paul Murphy   | 21,883 | 62.1 | −7.0  |
|                                      | Conservateur       | Jason Evans   | 5,603  | 15.9 | +3.6  |
|                                      | Libéral Démocrates | Alan Masters  | 3,936  | 11.2 | −1.0  |
|                                      | Plaid Cymru        | Stephen Smith | 2,720  | 7.7  | +5.3  |
|                                      | UKIP               | Brenda Vipass | 657    | 1.9  | N/A   |
|                                      | Socialist Alliance | Stephen Bell  | 443    | 1.3  | N/A   |
| Majorité                             | Majorité           | Majorité      | 16,280 | 46.2 | N/A   |
| Participation                        | Participation      | Participation | 35,242 | 57.7 | −14.0 |
|                                      | Labour hold        | Labour hold   | Swing  | N/A  |       |

### Élections dans les années 1990
| Élections générales de 1997: Torfaen |                    |                |        |      |      |
| Parti                                | Parti              | Candidat       | Votes  | %    | ±    |
|                                      | Labour             | Paul Murphy    | 29,863 | 69.1 | +5.0 |
|                                      | Conservateur       | Neil Parish    | 5,327  | 12.3 | −8.0 |
|                                      | Libéral Démocrates | Jean Gray      | 5,249  | 12.1 | −1.0 |
|                                      | Référendum         | Deborah Holler | 1,245  | 2.9  | N/A  |
|                                      | Plaid Cymru        | Robert Gough   | 1,042  | 2.4  | −0.2 |
|                                      | Green              | Roger Coghill  | 519    | 1.2  | N/A  |
| Majorité                             | Majorité           | Majorité       | 24,536 | 56.7 | N/A  |
| Participation                        | Participation      | Participation  | 43,245 | 71.7 | N/A  |
|                                      | Labour hold        | Labour hold    | Swing  | +6.5 |      |

| Élections générales de 1992: Torfaen, |                    |                |        |      |      |
| Parti                                 | Parti              | Candidat       | Votes  | %    | ±    |
|                                       | Labour             | Paul Murphy    | 30,352 | 64.1 | +5.4 |
|                                       | Conservateur       | Mark Watkins   | 9,598  | 20.3 | +1.2 |
|                                       | Libéral Démocrates | Malcolm Hewson | 6,178  | 13.1 | −6.9 |
|                                       | Plaid Cymru (Green | John Cox       | 1,210  | 2.6  | +2.6 |
| Majorité                              | Majorité           | Majorité       | 20,754 | 43.8 | +5.1 |
| Participation                         | Participation      | Participation  | 47,338 | 77.5 | +1.9 |
|                                       | Labour hold        | Labour hold    | Swing  | +2.1 |      |

### Élections dans les années 1980
| Élections générales de 1987: Torfaen |               |                  |        |      |       |
| Parti                                | Parti         | Candidat         | Votes  | %    | ±     |
|                                      | Labour        | Paul Murphy      | 26,577 | 58.7 | +11.4 |
|                                      | Libéral       | Graham Blackburn | 9,027  | 19.9 | −8.4  |
|                                      | Conservateur  | Robert Gordon    | 8,632  | 19.1 | −3.2  |
|                                      | Plaid Cymru   | Jill Evans       | 577    | 1.2  | −0.9  |
|                                      | Green         | Melvin Witherden | 450    | 1.0  | N/A   |
| Majorité                             | Majorité      | Majorité         | 17,550 | 38.8 | N/A   |
| Participation                        | Participation | Participation    | 45,263 | 75.6 | +1.2  |
|                                      | Labour hold   | Labour hold      | Swing  | +9.9 |       |

| Élections générales de 1983: Torfaen |                                  |                  |        |      |     |
| Parti                                | Parti                            | Candidat         | Votes  | %    | ±   |
|                                      | Labour                           | Leo Abse         | 20,678 | 47.3 | N/A |
|                                      | Libéral                          | Graham Blackburn | 12,393 | 28.3 | N/A |
|                                      | Conservateur                     | Peter Martin     | 9,751  | 22.3 | N/A |
|                                      | Plaid Cymru                      | Phyllis Cox      | 896    | 2.1  | N/A |
| Majorité                             | Majorité                         | Majorité         | 8,285  | 19.0 | N/A |
| Participation                        | Participation                    | Participation    | 43,718 | 74.4 | N/A |
|                                      | Labour Vainqueur (nouveau siège) |                  |        |      |     |